# Степовое (Золотоношский район)
Степовое (укр. Степове, до 2016 г. — Петровского) — посёлок в Золотоношском районе Черкасской области Украины.
Население по переписи 2001 года составляло 33 человека. Почтовый индекс — 19744. Телефонный код — 4737.

## Местный совет
19741, Черкасская обл., Золотоношский р-н, с. Вознесенское, ул. Ленина, 21

## История
На 1862 год владельческий хутор Степный имел 2 двора, где жило 10 человек (6 мужского и 4 женского пола)